# Graphics Environment Manager
GEM (ang. Graphics Environment Manager) – system okienkowy stworzony przez Digital Research, Inc. (DRI) do użytku z systemem MS-DOS 2.x na procesory Intel 8088 oraz DRI GEMDOS na procesory Motorola MC68000. Wczesne plany zakładały by GEM działał w oparciu o DRI CP/M
GEM jest najbardziej znany jako graficzny interfejs użytkownika (GUI) użyty w systemie operacyjnym TOS komputerów Atari ST, był również dostarczany razem z komputerami typu IBM PC firmy Amstrad. Jak również dostępny dla standardowych komputerów IBM PC, w czasach kiedy najszybszym modelem był IBM PC AT 6MHz. Był podstawą dla małej ilości programów DOS-owych, najbardziej znanym przykładem był Ventura Publisher. Był również zaadaptowany na wiele innych platform, które nie posiadały własnego systemu okienkowego. Nigdy nie zdobył znaczącej popularności. Przyczynił się do tego proces wytoczony przez Apple, w wyniku którego DRI zmuszone zostało do usunięcia części funkcji GEMu. Jeden z twórców oprogramowania dla GEMu pod IBM PC stwierdził, że główną przyczyną był brak możliwości obsługi systemu przy pomocy myszki. Jak to miało miejsce w przypadku Windows. Myszka w początkach istnienia systemów okienkowych była dosyć drogim urządzeniem znacząco zwiększającym koszt zestawu komputerowego.
DRI wyprodukowało również specjalną odmianę FlexGem dla swojego systemu operacyjnego FlexOS.

## Opis

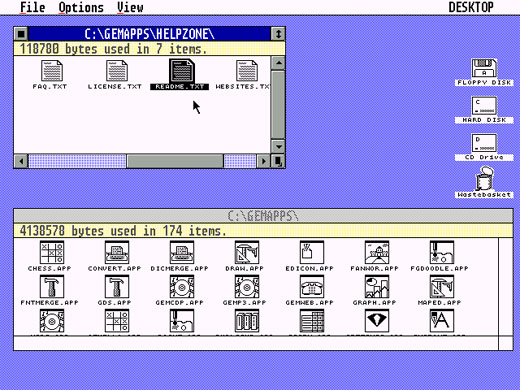
Wersja GEMu z 2004 roku

Pełny system GEM zawiera trzy podstawowe składniki:
1. GEM VDI (Virtual Device Interface) – Sterownik urządzenia
2. GEM AES (Application Environment Services) – GUI, Widżet
3. GEM Desktop (aplikacja będąca menadżerem plików)

## Historia
GEM rozpoczął życie jako bardziej uniwersalna biblioteka graficzna o nazwie GSX (Graphics System eXtension), napisana przez zespół prowadzony przez Lee Jay Lorenzena, który wcześniej opuścił Xerox PARC (miejsce narodzin GUI).

## Kontynuacja
Caldera Thin Clients (później znane jako Lineo) opublikowała źródła GEMu na licencji GNU (GPL) w kwietniu 1999 roku. Rozwój GEMu dla platformy PC jest kontynuowany jako OpenGEM i FreeGEM. Został również powtórnie adoptowany dla platformy Atari ST jako EmuTOS, darmowy zamiennik dla systemu TOS.